# Keohokālole
Analea Keohokālole (1816–1869) fue una aristócrata hawaiana que gobernó el Reino de Hawái desde 1874 hasta 1893.

## Biografía
Keohokālole nació en Kailua-Kona, Hawái, en el año 1816. Fue hija del gran jefe Aikanaka y de la gran jefa Kamaeokalani. Era descendiente, por línea paterna, de Kame'eiamoku y de Keawe-un-Heulu, dos de los cuatro jefes de Kona que dieron apoyo a Kamehameha I.

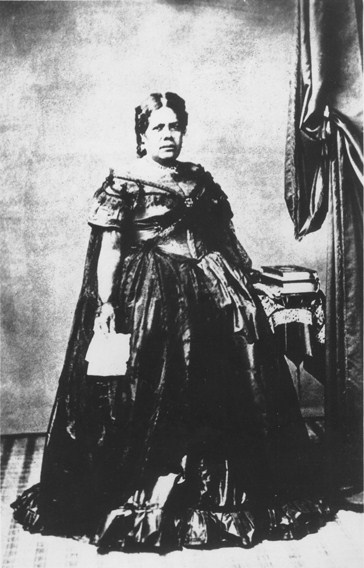
Keohokālole

En 1833 se casó con César Kapa'akea, un jefe de rango inferior y su primo hermano. Su unión produjo más de diez hijos. Fueron unos de los pocos jefes hawaianos que tuvieron una familia tan numerosa. Muchos nobles de su tiempo fallecían a edades muy tempranas. Sus hijos fueron:
- James Kaliokalani.

- Kalakaua.

- Liliuokalani.

- Ana Kaiulani.
- Likelike.

- Leleiohoku II.

Heredó vastas zonas de tierra de su abuela paterna, Keohohiwa, y de su tío abuelo Naihe.  Como sucedía con muchos personajes de la alta aristocracia, rápidamente devino una mujer rica en tierras pero pobre en efectivo. El aristócrata más rico era el rey, que poseía tierras por un valor de 1300 millones de dólares actuales. A diferencia del rey, el gran jefe promedio obtenía, después de pagar los impuestos, ganancias de poco más de 3,5 millones de dólares. Ella obtuvo tierras por un valor poco más elevado que las del jefe promedio. En el momento de su fallecimiento, solo permanecía bajo su poder la mitad de las tierras que había heredado de su padre, las cuales tuvieron que ser divididas entre sus cuatro hijos sobrevivientes: David, William, Miriam y Lydia. Cuando David ascendió al trono de Hawái, 20 años más tarde, había perdido gran parte de su riqueza personal. La falta de efectivo y sus tentativas para lograr ingresos acordes con su punto de vista sobre su estatus, provocaron grandes escándalos de soborno y corrupción durante su reinado.
Formó parte de la Casa de los Nobles desde 1841 hasta 1847, y miembro del Consejo Privado del Rey desde 1846 hasta 1847. Falleció en Hilo, el 6 de abril de 1869. Inicialmente fue sepultada en el Cementerio de Kawaiaha'o, pero su hijo ordenó que sus restos mortales fueran trasladados al Mausoleo Real de Hawái el 30 de noviembre de 1875.: 159 